# Instituto Americano de Construção de Aço
O Instituto Americano de Construção em Aço (AISC), sediado em Chicago, é uma associação comercial sem fins lucrativos criada em 1921 para servir a comunidade e indústria de construção estrutural de aço nos Estados Unidos.